# Monterey, Virginia
Monterey är administrativ huvudort i Highland County i Virginia. Ortnamnet hedrar Zachary Taylors seger i slaget vid Monterrey i mexikansk-amerikanska kriget. Vid 2010 års folkräkning hade Monterey 147 invånare. Monterey har varit huvudort i countyt sedan countyts grundande 1847 och domstolsbyggnaden byggdes 1847–1848.